# Discodiaspis consolidata
Discodiaspis consolidata är en insektsart som först beskrevs av Ferris 1941.  Discodiaspis consolidata ingår i släktet Discodiaspis och familjen pansarsköldlöss. Inga underarter finns listade i Catalogue of Life.